# Watauga (Tennessee)
Watauga – miasto w Stanach Zjednoczonych, w stanie Tennessee, w hrabstwie Carter.